# Heinrich von Mettenheim
Heinrich von Mettenheim (geboren 22. August 1867 in Schwerin; gestorben 29. Januar 1944 in Frankfurt am Main) war ein deutscher Kinderarzt.

## Leben
Heinrich von Mettenheims Eltern waren der Arzt und Geheime Medizinalrat Carl von Mettenheimer und dessen Ehefrau Friederike Amalie Kolbe von Schreeb, Tochter des kgl. preuß. Reg.-Rats Eberhard Freiherr Kolbe von Schreeb und der Amalie Frankenberg. Deren Nachfahren nannten sich ab 1914 von Mettenheim. Der Jurist und Landrat Friedrich von Mettenheim war sein älterer Bruder, der Diplomat Andreas von Mettenheim ein Großneffe.
Er erhielt zunächst Privatunterricht und besuchte dann das Gymnasium Fridericianum in Schwerin. 1885 leistete er den Militärdienst als Einjährig-Freiwilliger ab und setzte anschließend das Gymnasium am Katharineum in Lübeck fort, wo er 1889 das Abitur ablegte. Anschließend studierte er Medizin an den Universitäten Marburg, Leipzig, Berlin und Straßburg, wo er 1893 promoviert wurde. Anschließend arbeitete er am Institut für Anatomie der Universität Straßburg bei Gustav Schwalbe, ab 1893 dann an der Münchener Universitätskinderklinik bei Heinrich von Ranke. Von 1894 bis 1896 arbeitete er in England, zunächst in London und anschließend in Manchester. Seit der Nobilitierung seines Vaters 1895 gehörte auch er dem Adelsstand an. Von 1896 bis 1897 war er dann am Kinderkrankenhaus in Dresden bei Karl Oskar Unruh tätig. Von 1897 bis 1899 war von Mettenheim dann als niedergelassener Kinderarzt in Frankfurt tätig und war zugleich Schularzt. 1899 wurde er dann Leitender Arzt des Dr. Christ’schen Kinderhospitals in Frankfurt. 1908 wechselte er dann als Leitender Arzt an die Städtische Kinderklinik Frankfurt-Sachsenhausen. 1914 wurde er zum außerordentlichen Professor an der neugegründeten Frankfurter Universität ernannt. Im Ersten Weltkrieg war er acht Monate auf einem Reservelazarettschiff eingesetzt. 
Bereits 1918 heiratete er Clara Toni (Cläre) Hirschhorn (1884–1980) aus Mannheim, deren Eltern, der Kaufmann Ernst Hirschberg und seine Gattin Elvira Meyer, jüdischen Glaubens waren. Heinrich und Cläre hatten zwei Kinder, den 1919 in Frankfurt/Main geborenen Sohn und Landwirt Hans-Heinrich, und die ebenfalls dort 1920 geborene Tochter Amalie, Dr. rer. nat., nicht verheiratet. Nachfahren des Sohnes leben in den USA. Cläre von Mettenheim war bis 1918 in erster Ehe mit dem nachmaligen Oberstleutnant Erwin Fischer verheiratet. 
1920 erhielt von Mettenheim eine ordentliche Professur.
Im März 1935 wurde Heinrich von Mettenheim emeritiert, man enthielt ihm aber die Rechte eines emeritierten Professors vor, er durfte keine Vorlesungen mehr halten. Wahrscheinlich spielte dabei der jüdische Hintergrund seiner Frau dabei eine Rolle. 1937 wurde sein Name aus dem Personal- und Vorlesungsverzeichnis gestrichen, da er als „jüdisch-versippt“ galt.
Heinrich von Mettenheim engagierte sich daneben in der Senckenbergischen Naturforschenden Gesellschaft, war Mitglied in der evangelischen Landessynode und saß im Vorstand des Frankfurter Diakonissenhauses. Er starb bei einem Luftangriff auf Frankfurt am Main.
Zu seinem 10. Todestag 1954 wurde in der Frankfurter Universitätskinderklinik ein Bronzerelief mit dem Porträt Heinrich von Mettenheims enthüllt.
Sein Name findet sich auch auf dem Gedenkstein der Schülerverbindung Coniunctio fratrum Lubecensis des Katharineums für ihre Kriegstoten auf dem Lübecker Ehrenfriedhof.

## Veröffentlichungen
- Ein Beitrag zur topographischen Anatomie der Brust-, Bauch- und Beckenhöhle des neugeborenen Kindes. Gustav Fischer, Jena 1893 (Dissertation, Universität Straßburg, 1893).
- Zur Klinik der infektiösen Erkrankungen der Harnwege im Kindesalter. Kabitzsch, Würzburg 1916.
- Zur Geschichte des ärztlichen Vereinswesens: insbesondere in Mecklenburg, und seine Förderung durch Carl Mettenheimer. In: Sudhoffs Archiv für Geschichte der Medizin und der Naturwissenschaften. Bd. 32 (1939), Heft 1/2, S. 36–52.
- Carl von Mettenheimer (1824–1898): Werden, Wollen und Wirken eines alten Arztes in Briefen und Niederschriften. Ebering, Berlin 1940 (Abhandlungen zur Geschichte der Medizin und der Naturwissenschaften; 35).
- Zur Geschichte der Societas Medicorum Germanicorum Parisiensis. In: Die medizinische Welt. Bd. 16 (1942), Heft 4.

## Genealogie und Literatur
- Friedrich von Mettenheimer: Geschichte der Familie Mettenheimer. Altenburg 1897., 2. Auflage 1917, 3. Auflage 1921.
- Gothaisches Genealogisches Taschenbuch der Briefadeligen Häuser. 1917. Jg. 11, Justus Perthes, Gotha 1916, S. 586 f.
- Gothaisches Genealogisches Taschenbuch der Adeligen Häuser. Zugleich Adelsmatrikel der D.A.G. Teil B (Briefadel). 1940. Jg. 32, Gotha 1939, S. 407 f. Siehe: FamilySearch (Kostenfrei).
- Walter von Hueck, Erik Amburger, Friedrich Wilhelm Euler, Johann Georg von Rappard, Detlev Schwennicke, u. a. : Genealogisches Handbuch der Adeligen Häuser. B (Briefadel). 1986. Band XVII, Band 89 der Gesamtreihe GHdA, Hrsg. Deutsches Adelsarchiv, C. A. Starke, Limburg (Lahn) 1986, S. 245 ff.
- Benjamin Kuntz, Harro Jenss: Heinrich von Mettenheim. In: dies. (Hrsg.): Frankfurter Charakterköpfe. Die Scherenschnitte der Rose Hölscher in 39 Biographien. Hentrich & Hentrich, Berlin 2023, ISBN 978-3-95565-485-6, S. 126–130.

| Personendaten    | Personendaten            |
| ---------------- | ------------------------ |
| NAME             | Mettenheim, Heinrich von |
| KURZBESCHREIBUNG | deutscher Kinderarzt     |
| GEBURTSDATUM     | 22. August 1867          |
| GEBURTSORT       | Schwerin                 |
| STERBEDATUM      | 29. Januar 1944          |
| STERBEORT        | Frankfurt am Main        |